# Hippia undilinea
Hippia undilinea är en fjärilsart som beskrevs av Max Wilhelm Karl Draudt 1932. Hippia undilinea ingår i släktet Hippia och familjen tandspinnare. Inga underarter finns listade i Catalogue of Life.